# عبد الله بن علي بن أبي طالب
عبد الله بن علي بن أبي طالب (توفي في 61هـ/ 680 م) الأخ الشقيق للعباس بن علي، شارك في معركة كربلاء مع أخيه الحسين وقُتل معه.

## نسبه
هو عبد الله بن علي بن أبي طالب بن عبد المطلب أمه أم البنين فاطمة بنت حزام الكُلَّابيَّة .

## مقتله
كان عمره عندما قُتل 35 سنة، وقاتله هانئ بن ثبيت الحضرمي، وكان يقول: